# Wat Tuek

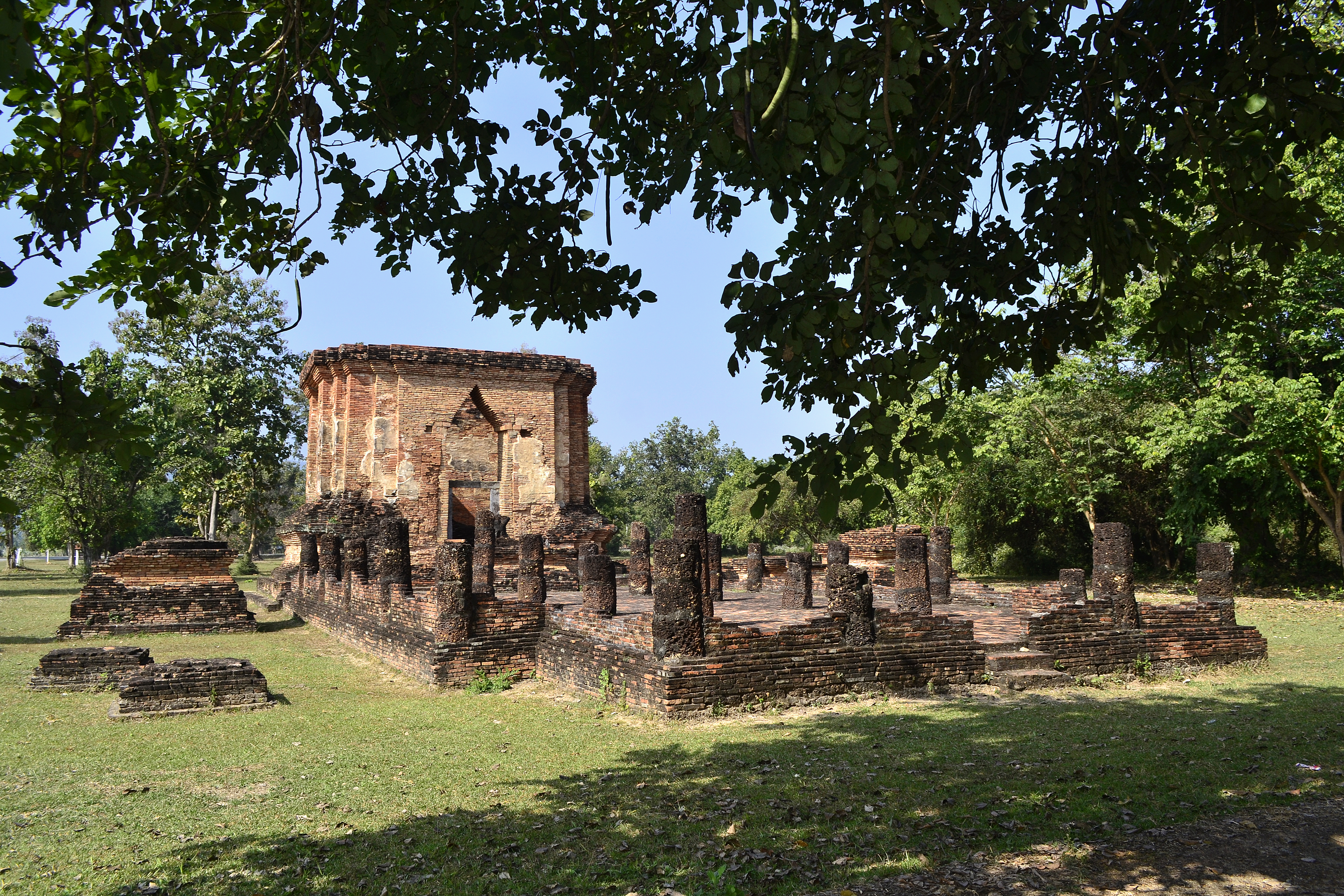
Wat Tuek, Wihan und Mondop

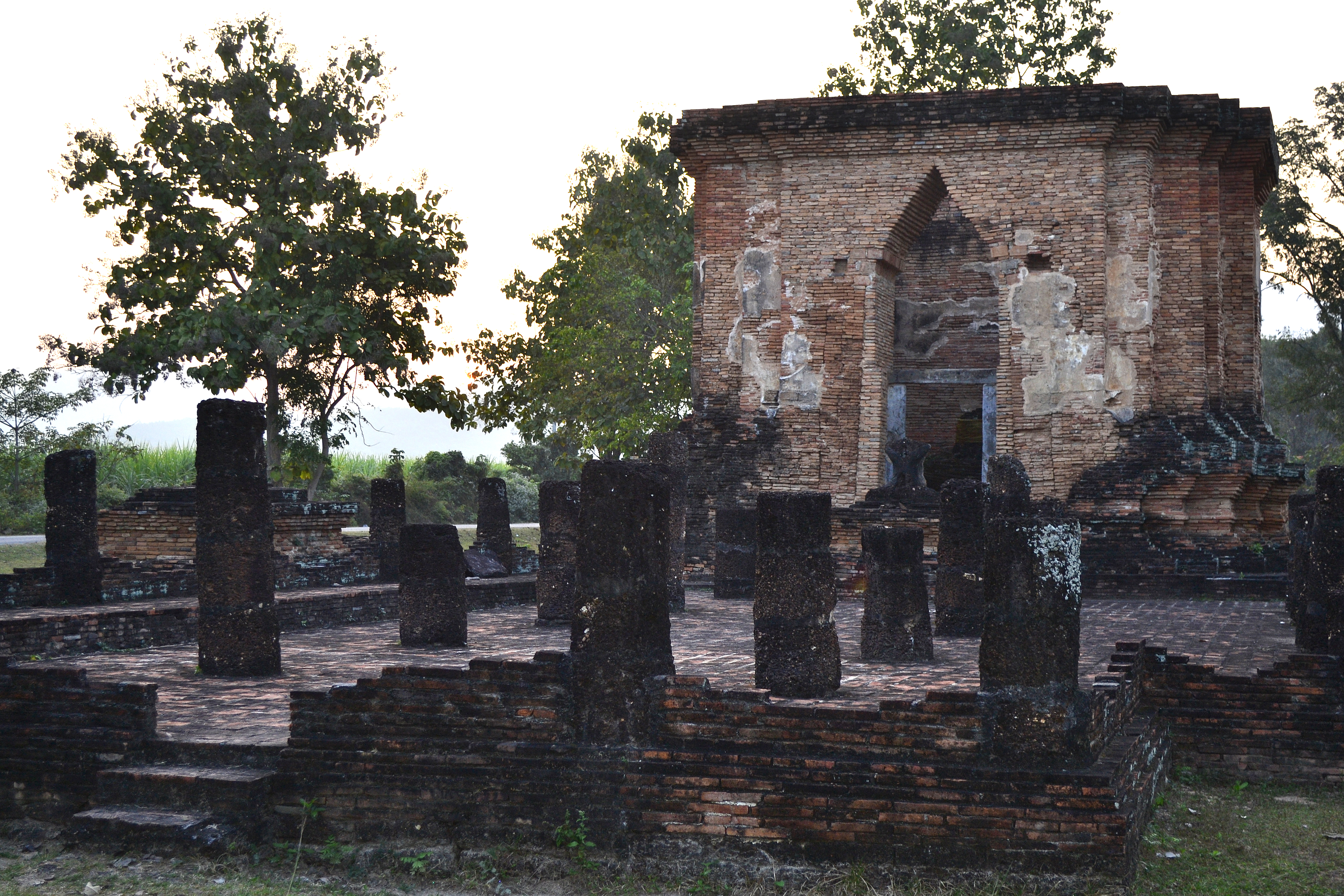
Wat Tuek

Von der buddhistischen Tempelanlage Wat Tuek (thailändisch วัดตึก) ist nur noch die Ruine erhalten. Sie liegt in Sukhothai, Provinz Sukhothai in der Nordregion von Thailand.

## Lage
Der Wat Tuek ist Teil des Geschichtsparks Sukhothai, er liegt etwa 400 Meter westlich des O-Stadttores (ประตูอ้อ – Pratu O) außerhalb der Alten Stadt (Mueang Kao – เมืองเก่า) von Sukhothai.

## Baugeschichte
Wat Tuek wurde in der Zeit des Königreiches Sukhothai gegründet.
1970 bis 1971 wurden die Gebäude vom Fine Arts Department restauriert.

## Sehenswürdigkeiten
Auf dem kleinen Tempelgelände gibt es diese Sehenswürdigkeiten:
- Der kleine Mondop mit einer Seitenlänge von acht Metern enthält eine sitzende Buddha-Statue aus Ziegeln, die einst mit Stuck verkleidet war. Der Mondop hat drei Ziegel-Wände und ein Portal an der Ostseite. Das Arrangement ähnelt dem Wat Si Chum, ist aber viel kleiner. Stuck-Reliefs an den Außenseiten, die noch auf historischen Fotos zu sehen sind, zeigten Szenen aus dem Leben des Buddha (Jataka). Heute ist von ihnen nichts mehr vorhanden.[1]
- Östlich vor dem Mondop stehen die Überreste einer Versammlungshalle (Wihan) mit den Abmessungen 10 × 14 Meter. Einige Laterit-Säulen und eine stark verfallene Buddha-Statue aus Laterit sind erhalten. Der Wihan ist von mehreren Sockeln kleiner Chedis umgeben.